# David Carry
David Carry (* 8. Oktober 1981 in Aberdeen, Schottland) ist ein schottischer und britischer Schwimmer.

## Werdegang
Carrys favorisierte Distanzen sind die Freistilstrecken.
Für Schottland ging Carry bei den Commonwealth Games 2002 und 2006 an den Start. 2006 konnte er sich über 400 m Freistil und 400 m Lagen die Goldmedaille sichern. Außerdem wurde er Zweiter mit der 4 × 200-m-Freistilstaffel.
2008, bei den Kurzbahnweltmeisterschaften in Manchester gewann er mit der britischen 4 × 200-m-Freistilstaffel und neuem Europarekord die Silbermedaille.
Er konnte sich für die Olympischen Sommerspiele 2008 in Peking für die 4 × 200-m-Freistilstaffel qualifizieren. Bei den Commonwealth Games 2010 in Neu-Delhi wurde er Zweiter mit der 4 × 200-m-Staffel und Dritter über 400 m Freistil.
Derzeit studiert er auf der Loughborough University.

## Rekorde
| Europarekorde (1)                                                 | Europarekorde (1) | Europarekorde (1) | Europarekorde (1) |
| ----------------------------------------------------------------- | ----------------- | ----------------- | ----------------- |
| 4 × 200 m Freistil (Kurzbahn) (mit Renwick, Hunter und Davenport) | 06:56,52 min      | 10. April 2008    | Manchester        |
| (Stand: 8. August 2008)                                           |                   |                   |                   |